# Yuki Uekusa
Yuki Uekusa (født 2. juli 1982) er en japansk fodboldspiller, som spiller for den japanske fodboldklub Shimizu S-Pulse.